# La Nave Argo
La collana La Nave Argo è una collana di classici dell'editore Adelphi di Milano, nata nel 1995. Il suo nome prende spunto dalla nave degli argonauti, e in questo senso evoca il passaggio da una zona oscura allo splendore, verso un traguardo che là era il vello d'oro e qui è l'appartenenza al canone letterario.
I testi contengono raccolte di opere di celebri autori italiani e stranieri, già presenti nel catalogo Adelphi. Gli spessi ed eleganti volumi sono rilegati, con sovracoperta e cofanetto di colore blu acciaio e bordi bianchi e misurano 19,5 x 12 cm. Le uscite della collezione in ventisei anni constano di appena 19 titoli.

## Volumi pubblicati
- 1. Carlo Dossi, Opere, a cura di Dante Isella, 1995, ISBN 978-88-459-1088-3.
- 2. Alberto Savinio, Opere, vol. I: Hermaphrodito e altri romanzi, a cura di Alessandro Tinterri, 1995, ISBN 978-88-459-1087-6.
- 3. Benedetto Croce, Filosofia - Poesia - Storia, a cura di Giuseppe Galasso, 1996, ISBN 978-88-459-1246-7.
- 4. Alberto Savinio, Opere, vol. II: Casa «la Vita» e altri racconti, a cura di Alessandro Tinterri e Paola Italia, 1999, ISBN 978-88-459-1436-2.
- 5. Guido Morselli, Romanzi, vol. I, a cura di Elena Borsa e Sara D'Arienzo, 2002, ISBN 978-88-459-1669-4.
- 6. Anna Maria Ortese, Romanzi, vol. I, a cura di Monica Farnetti, 2002, ISBN 978-88-459-1747-9.
- 7. Alberto Savinio, Opere, vol. III: Scritti dispersi 1943-1952, a cura di Paola Italia, 2004, ISBN 978-88-459-1839-1.
- 8. Georges Simenon, Romanzi, vol. I, a cura di Jacques Dubois e Denis Benoît, 2004, ISBN 978-88-459-1925-1.
- 9. Anna Maria Ortese, Romanzi, vol. II, a cura di Andrea Baldi, Monica Farnetti e Filippo Secchieri, 2005, ISBN 978-88-459-2026-4.
- 10. Vladimir Nabokov, Romanzi, vol. I, a cura di Brian Boyd, 2008, ISBN 978-88-459-2295-4.
- 11. Wisława Szymborska, Opere, a cura di Pietro Marchesani, 2008, ISBN 978-88-459-2330-2.
- 12. Ennio Flaiano, Opere scelte , a cura di Anna Longoni, 2010, ISBN 978-88-459-2499-6.
- 13. Georges Simenon, Romanzi, vol. II, a cura di Jacques Dubois e Denis Benoît, 2010, ISBN 978-88-459-2539-9.
- 14. Thomas Bernhard, Autobiografia, a cura di Luigi Reitani, 2011, ISBN 978-88-459-2638-9.
- 15. Leonardo Sciascia, Opere. Narrativa · Teatro · Poesia, vol. I, a cura di Paolo Squillacioti, 2012, ISBN 978-88-459-2744-7.
- 16. Leonardo Sciascia, Opere. Inquisizioni · Memorie · Saggi. vol. I: Inquisizioni e Memorie, a cura di Paolo Squillacioti, 2014, ISBN 978-88-459-2944-1.
- 17. W.H. Auden, Poesie scelte, a cura di Edward Mendelson, traduzione di Massimo Bocchiola e Ottavio Fatica, con un saggio di Iosif Brodskij, 2016, ISBN 978-88-459-3129-1.
- 18. Leonardo Sciascia, Opere. Inquisizioni · Memorie · Saggi, vol. II: Saggi letterari, storici e civili, a cura di Paolo Squillacioti, 2019, ISBN 978-88-459-3443-8.
- 19. Georges Simenon, Pedigree e altri romanzi (Pedigree et autres romans, Bibliothèque de la Pléiade, Gallimard, Paris 2009), a cura di Jacques Dubois e Denis Benoît, 2021, ISBN 978-88-459-3646-3.